# بورالی
بورالی (انگلیسی: Buraly) یک شهرک در شهرستان ایلیشفسکی استان باشقیرستان کشور روسیه است.